# Joseph Alcazar
Pour les articles homonymes, voir Alcazar.
Joseph Alcazar, surnommé « Pepito », de son vrai nom José Antonio Alcazar Garcia (né le 1er janvier 1910 et mort le 21 avril 1987), est un footballeur sélectionné en équipe de France lors de la Coupe du monde 1934 et le sixième meilleur buteur de l'Olympique de Marseille.
Sa date et son lieu de naissance sont longtemps restés inconnus : il serait né soit en 1910 à La Unión soit le 15 juin 1911 à Oran (alors en Algérie française) où sa famille d'origine gitane aurait émigré. Alcazar serait mort le 4 avril 1979 à Marseille mais son coéquipier Roger Dard l'aurait croisé vivant, en automne 1983. Alcazar est le grand-oncle de José Anigo. Début 2021, fort de ces éléments, Jean-Pierre de Mondenard finit par dénicher avec l'aide des services d'état civil marseillais l'acte de décès de Pepito Alcazar.

## Biographie

### Marseille et l'équipe de France (1927-1936)

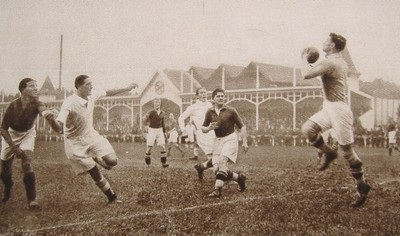
Premier match professionnel : Lille-OM en 1932, durant lequel il inscrit les deux buts marseillais.

Naturalisé français le 4 décembre 1929, Joseph Alcazar joue son premier match avec l'équipe de France le 25 juin 1931 contre l'Italie à Bologne (défaite 5-0).
Joseph Alcazar n’est pas seulement le premier buteur de l’histoire du club en championnat professionnel. Le 11 septembre 1932, il inscrit un doublé au stade Victor-Boucquey à Lille, où l’Olympique de Marseille s’impose (1-2) pour la première journée.

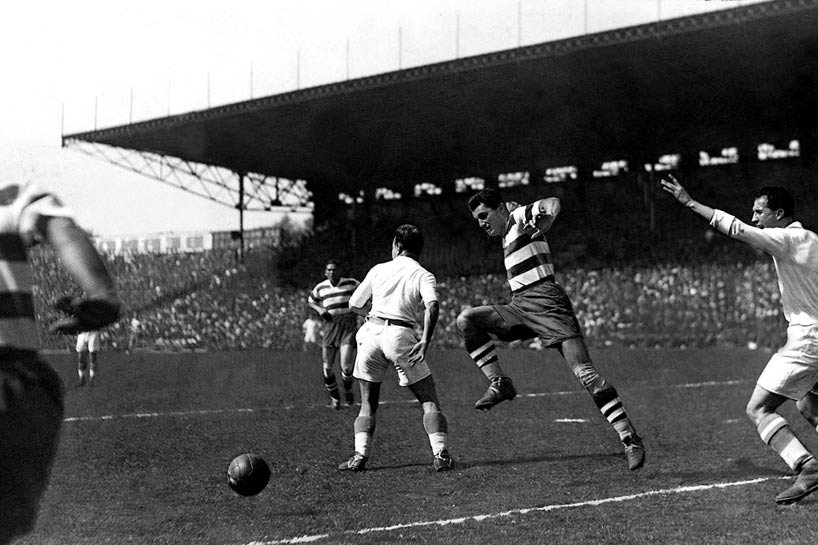
Finale de la Coupe de France 1934.

Joseph Alcazar, de son vrai nom José Antonio Alcazar Garcia, est l'auteur de 19 buts en 23 matchs de championnat lors de la saison 1933-1934. Ce résultat conduit l’Olympique de Marseille à la troisième place derrière le FC Sète champion et le SC Fives. Le FC Sète prend aussi le meilleur sur l’OM de Joseph Alcazar, en finale de Coupe de France 1934, avec une victoire 2 buts à 1. Lors du match, en fin de seconde mi-temps et alors que le score est déjà fait, le but égalisateur d'Alcazar est annulé pour un hors-jeu d'Émile Zermani. Les deux hommes accompagnés de Laurent Di Lorto prennent à partie, injurient et menacent l'arbitre et son juge de touche. Des sanctions sont appliquées après-match et les trois hommes ne disputent pas la rencontre à Lille contre l'Olympique lillois, décisive pour l'obtention du titre de champion,,.
Sa saison pleine avec son club l’emmène avec les Bleus pour le Mondial 1934 en Italie. Il est le premier Olympien à porter le maillot de l’équipe de France en Coupe du monde. Les Français remportent une victoire en match de qualification 6 buts à 2 face au Luxembourg. Joseph Alcazar est titulaire et les Bleus valident aisément leur billet directement pour les huitièmes de finale. Lors de ce match, ils affrontent l’Autriche, grande favorite au titre de champion du monde. Les Français s’inclinent avec les honneurs 3 buts à 2 après prolongation. Alcazar reste muet pendant cette Coupe du monde. Au total, il porte le maillot français à onze reprises avant de tirer sa révérence le 24 janvier 1935 sur une défaite 2 à 0 face à l’Espagne,.
Avec l'OM, il trouve le chemin des filets à 138 reprises en 193 matchs disputés.

### Carrière professionnelle (1936-1939)

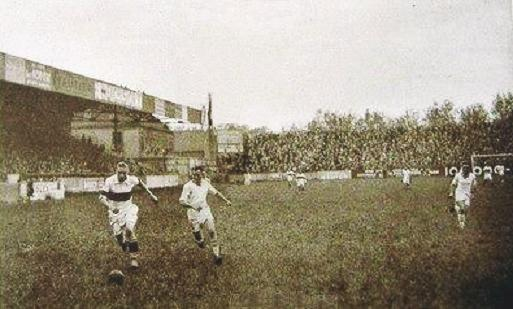
Lille-OM en 1937

## Statistiques

### Générales
Ce tableau présente les statistiques de Joseph Alcazar,.
| Saison                | Club                   | Championnat           | Championnat | Championnat | Coupe(s) nationale(s) | Coupe(s) nationale(s) | France | France | Total | Total |
| Saison                | Club                   | Division              | M.          | B.          | M.                    | B.                    | M.     | B.     | M.    | B.    |
| 1927-1928             | Olympique de Marseille | D1                    | -           | -           | 4                     | 1                     | -      | -      | 4     | 1     |
| 1928-1929             | Olympique de Marseille | D1                    | -           | -           | 1                     | 1                     | -      | -      | 1     | 1     |
| 1929-1930             | Olympique de Marseille | D1                    | -           | -           | 6                     | 5                     | -      | -      | 6     | 5     |
| 1930-1931             | Olympique de Marseille | D1                    | -           | -           | 5                     | 5                     | 1      | 0      | 6     | 5     |
| 1931-1932             | Olympique de Marseille | D1                    | -           | -           | 2                     | 1                     | 4      | 1      | 6     | 2     |
| 1932-1933             | Olympique de Marseille | D1                    | 16          | 14          | 2                     | 1                     | -      | -      | 18    | 15    |
| 1933-1934             | Olympique de Marseille | D1                    | 23          | 19          | 9                     | 20                    | 5      | 1      | 37    | 40    |
| 1934-1935             | Olympique de Marseille | D1                    | 26          | 22          | 5                     | 1                     | 1      | 0      | 32    | 23    |
| 1935-1936             | Olympique de Marseille | D1                    | 25          | 12          | 4                     | 1                     | -      | -      | 29    | 13    |
| Sous-total            | Sous-total             | Sous-total            | 90          | 64          | 38                    | 36                    | 11     | 2      | 139   | 102   |
| 1936-1937             | Olympique lillois      | D1                    | 27          | 7           | 2                     | 1                     | -      | -      | 29    | 8     |
| 1937-1938             | OGC Nice               | D1                    | 22          | 16          | 5                     | 4                     | -      | -      | 27    | 20    |
| 1938-1939             | OGC Nice               | D1                    | 37          | 16          | 2                     | 2                     | -      | -      | 39    | 18    |
| Sous-total            | Sous-total             | Sous-total            | 59          | 32          | 7                     | 6                     | 0      | 0      | 66    | 38    |
| Total sur la carrière | Total sur la carrière  | Total sur la carrière | 176         | 103         | 47                    | 43                    | 11     | 2      | 234   | 148   |

### En sélection
| Compétition        | Matchs | Buts |
| ------------------ | ------ | ---- |
| Coupe du monde     | 1      | 0    |
| Qualifications CdM | 1      | 0    |
| Match amical       | 9      | 2    |

| #  | Date       | Compétition         | Affiche/Adversaire  | Score  | But         |
| -- | ---------- | ------------------- | ------------------- | ------ | ----------- |
| 1  | 25/01/1931 | Amical              | Italie              | 0-5    |             |
| 2  | 08/05/1932 | Amical              | Écosse              | 1-3    |             |
| 3  | 05/06/1932 | Amical              | Yougoslavie         | 1-2    | But inscrit |
| 4  | 09/06/1932 | Amical              | Bulgarie            | 5-3    |             |
| 5  | 12/06/1932 | Amical              | Roumanie            | 3-6    |             |
| 6  | 21/01/1934 | Amical              | Belgique            | 3-2    |             |
| 7  | 11/03/1934 | Amical              | France - Suisse     | 0-1    |             |
| 8  | 15/04/1934 | Qualif. CdM 1934    | Luxembourg - France | 1-6    |             |
| 9  | 10/05/1934 | Amical              | France - Pays-Bas   | 4-5    | But inscrit |
| 10 | 27/05/1934 | Coupe du monde 1934 | Autriche - France   | 3-2 ap |             |
| 11 | 27/01/1935 | Amical              | Espagne - France    | 2-0    |             |

## Palmarès

### Collectif
Coupe de France (1)
- Vainqueur en 1935
- Finaliste en 1934

### Distinctions individuelles
- Auteur du 1er but de l'OM en championnat professionnel.
- 1er joueur de l'OM à participer à une Coupe du monde.